# Parada de Rubiales
Parada de Rubiales település Spanyolországban, Salamanca tartományban. Parada de Rubiales Aldeanueva de Figueroa és Cañizal községekkel határos. Lakosainak száma 241 fő (2024).

## Népesség
A település népessége az elmúlt években az alábbi módon változott:
| Lakosok száma | 339  | 324  | 340  | 324  | 309  | 288  | 267  | 252  | 258  | 241  |
|               | 2001 | 2004 | 2007 | 2009 | 2012 | 2014 | 2017 | 2019 | 2022 | 2024 |